# 8431 Haseda
8431 Haseda este un asteroid din centura principală de asteroizi.

## Descriere
8431 Haseda este un asteroid din centura principală de asteroizi. A fost descoperit pe 31 decembrie 1997 la Ōizumi de Takao Kobayashi. El prezintă o orbită caracterizată de o semiaxă mare de 2,81 ua, o excentricitate de 0,05 și o înclinație de 1,6° în raport cu ecliptica.